# Gerald Wilkins
Gerald Bernard Wilkins (Atlanta, 11 settembre 1963) è un ex cestista statunitense.
È il fratello minore di Dominique Wilkins e il padre di Damien Wilkins, entrambi cestisti professionisti nella NBA.

## Carriera
È stato selezionato dai New York Knicks al secondo giro del Draft NBA 1985 (47ª scelta assoluta).

## Statistiche

### NBA

#### Regular Season
| Anno      | Squadra             | PG  | PT  | MP   | TC%  | 3P%  | TL%  | RP  | AP  | PRP | SP  | PP   |
| --------- | ------------------- | --- | --- | ---- | ---- | ---- | ---- | --- | --- | --- | --- | ---- |
| 1985-1986 | N.Y. Knicks         | 81  | 53  | 25,0 | 46,8 | 28,0 | 55,7 | 2,6 | 2,0 | 0,8 | 0,1 | 12,5 |
| 1986-1987 | N.Y. Knicks         | 80  | 73  | 34,5 | 48,6 | 35,1 | 70,1 | 3,7 | 4,4 | 1,1 | 0,2 | 19,1 |
| 1987-1988 | N.Y. Knicks         | 81  | 78  | 33,4 | 44,6 | 30,2 | 78,6 | 3,3 | 4,0 | 1,1 | 0,3 | 17,4 |
| 1988-1989 | N.Y. Knicks         | 81  | 58  | 29,8 | 45,1 | 29,7 | 75,6 | 3,0 | 3,4 | 1,4 | 0,3 | 14,3 |
| 1989-1990 | N.Y. Knicks         | 82  | 80  | 31,8 | 45,7 | 31,2 | 80,3 | 4,5 | 4,0 | 1,2 | 0,3 | 14,5 |
| 1990-1991 | N.Y. Knicks         | 68  | 56  | 31,8 | 47,3 | 20,9 | 82,0 | 3,0 | 4,0 | 1,2 | 0,3 | 13,8 |
| 1991-1992 | N.Y. Knicks         | 82  | 82  | 28,6 | 44,7 | 35,2 | 73,0 | 2,5 | 2,7 | 0,9 | 0,2 | 12,4 |
| 1992-1993 | Cleveland Cavaliers | 80  | 35  | 26,0 | 45,3 | 27,6 | 84,0 | 2,7 | 2,3 | 1,0 | 0,2 | 11,1 |
| 1993-1994 | Cleveland Cavaliers | 82  | 82  | 33,8 | 45,7 | 39,6 | 77,6 | 3,7 | 3,1 | 1,3 | 0,5 | 14,3 |
| 1995-1996 | Vancouver Grizzlies | 28  | 14  | 26,4 | 37,6 | 21,9 | 87,0 | 2,3 | 2,4 | 0,8 | 0,1 | 6,7  |
| 1996-1997 | Orlando Magic       | 80  | 26  | 27,5 | 42,6 | 32,5 | 71,6 | 2,2 | 2,2 | 0,7 | 0,2 | 10,6 |
| 1997-1998 | Orlando Magic       | 72  | 16  | 17,4 | 32,5 | 26,6 | 70,4 | 1,3 | 1,1 | 0,5 | 0,1 | 5,3  |
| 1998-1999 | Orlando Magic       | 3   | 0   | 9,3  | 0,0  | -    | 100  | 0,3 | 0,3 | 0,0 | 0,0 | 0,7  |
| Carriera  | Carriera            | 900 | 653 | 29,0 | 45,0 | 31,6 | 74,5 | 2,9 | 3,0 | 1,0 | 0,2 | 13,0 |

#### Playoffs
| Anno     | Squadra             | PG | PT | MP   | TC%  | 3P%  | TL%  | RP  | AP  | PRP | SP  | PP   |
| -------- | ------------------- | -- | -- | ---- | ---- | ---- | ---- | --- | --- | --- | --- | ---- |
| 1988     | N.Y. Knicks         | 4  | 4  | 37,3 | 47,8 | 50,0 | 85,7 | 2,0 | 4,8 | 1,0 | 0,0 | 20,0 |
| 1989     | N.Y. Knicks         | 9  | 9  | 32,2 | 48,1 | 10,0 | 78,3 | 3,7 | 4,7 | 1,3 | 0,3 | 16,1 |
| 1990     | N.Y. Knicks         | 10 | 10 | 31,9 | 46,0 | 25,0 | 81,8 | 3,6 | 5,2 | 1,4 | 0,1 | 14,6 |
| 1991     | N.Y. Knicks         | 3  | 1  | 26,0 | 36,8 | 28,6 | 100  | 2,7 | 1,7 | 1,7 | 0,3 | 10,7 |
| 1992     | N.Y. Knicks         | 12 | 12 | 28,7 | 41,3 | 7,7  | 69,6 | 2,5 | 2,8 | 0,4 | 0,1 | 8,9  |
| 1993     | Cleveland Cavaliers | 9  | 2  | 26,2 | 43,7 | 33,3 | 76,5 | 1,8 | 2,7 | 1,0 | 0,2 | 10,3 |
| 1994     | Cleveland Cavaliers | 3  | 3  | 42,0 | 44,4 | 43,8 | 87,5 | 4,3 | 3,3 | 1,0 | 0,0 | 20,3 |
| 1997     | Orlando Magic       | 5  | 0  | 28,8 | 35,6 | 33,3 | 85,7 | 1,8 | 0,8 | 0,0 | 0,4 | 9,4  |
| Carriera | Carriera            | 55 | 41 | 30,7 | 44,2 | 27,8 | 80,2 | 2,8 | 3,5 | 0,9 | 0,2 | 12,9 |